# Касаньяс, Алехандро
Алехандро Франсиско Касаньяс Рамирес (род. 29 января 1954 года, Гавана, Куба) — кубинский легкоатлет, барьерист, двукратный серебряный призёр Олимпийских игр (1976, 1980) в беге на 110 метров с барьерами, экс-рекордсмен мира на этой дистанции.
В 1977 году на летней Универсиаде в Софии установил мировой рекорд беге на 110 метров с барьерами, показав время 13,21 с. Рекорд продержался два года и в 1979 году был улучшен американским спортсменом Ренальдо Нехемиа.
В качестве рекорда Кубы этот результат продержался до 1993 года. В дальнейшем его превзошли Эмилио Валье (13,19; 13,18), Аньер Гарсиа (13,11; 13,07; 13,06; 13,00), Дайрон Роблес (12,87 — мировой рекорд).

## Результаты
Лучшие результаты по годам
| Год                    | 1974 | 1975  | 1976  | 1977  | 1978  | 1979  | 1980  | 1981  | 1982  | 1983  | 1984  |
| ---------------------- | ---- | ----- | ----- | ----- | ----- | ----- | ----- | ----- | ----- | ----- | ----- |
| Бег на 110 м с/б (с)   | 13,3 | 13,44 | 13,33 | 13,21 | 13,55 | 13,23 | 13,40 | 13,36 | 13,36 | 13,51 | 13,53 |
| Место в мировом списке | 2    | 4     | 2     | 1     | 8     | 2     | 5     | 3     | 4     | 11    | 17    |